# La Cerlangue
Cerlangue – miejscowość i gmina we Francji, w regionie Normandia, w departamencie Sekwana Nadmorska.
Według danych na rok 1990 gminę zamieszkiwały 983 osoby, a gęstość zaludnienia wynosiła 35 osób/km² (wśród 1421 gmin Górnej Normandii Cerlangue plasuje się na 244. miejscu pod względem liczby ludności, natomiast pod względem powierzchni na miejscu 15.).